# Treviso Foot-Ball Club 1919-1920
Questa voce raccoglie le informazioni riguardanti il Treviso Foot-Ball Club nelle competizioni ufficiali della stagione 1919-1920.

## Stagione
Il campionato 1919-20 vede il Treviso sempre iscritto al campionato di Promozione, con il numero delle squadre che sale da 4-7: oltre alle tre confermate dell'anno prima (Treviso, Dolo e Virus Venezia, c'è il Bentegodi Verona, che vince il campionato, il Schio, l'Ellade Verona e il Mestre.
Il Treviso arriva terzo con 14 punti in 12 partite, frutto di 6 vittorie, 2 pari e 4 sconfitte.
Fadiga è il giocatore più presente (12 partite) e l'attaccante più prolifico, 5 gol.

## Statistiche di squadra
| Competizione | Punti | In casa | In casa | In casa | In casa | In casa | In casa | In trasferta | In trasferta | In trasferta | In trasferta | In trasferta | In trasferta | Totale | Totale | Totale | Totale | Totale | Totale | DR |
| Competizione | Punti | G       | V       | N       | P       | Gf      | Gs      | G            | V            | N            | P            | Gf           | Gs           | G      | V      | N      | P      | Gf     | Gs     | DR |
| ------------ | ----- | ------- | ------- | ------- | ------- | ------- | ------- | ------------ | ------------ | ------------ | ------------ | ------------ | ------------ | ------ | ------ | ------ | ------ | ------ | ------ | -- |
| Promozione   | 14    | 12      | 6       | 2       | 4       | 23      | 14      | ?            | ?            | ?            | ?            | ?            | ?            | ?      | ?      | ?      | ?      | ?      | ?      | ?  |
| Totale       | 14    | 12      | 6       | 2       | 4       | 23      | 14      | ?            | ?            | ?            | ?            | ?            | ?            | ?      | ?      | ?      | ?      | ?      | ?      | ?  |